# Eric Kripke
Eric Kripke (sinh ngày 24 tháng 4 năm 1974 tại Toledo, Ohio) là biên tập, đạo diễn kiêm nhà sản xuất phim truyền hình tại Hoa Kỳ. Tác phẩm đáng chú ý nhất của ông là bộ phim truyền hình dài tập "Supernatural".

## Lý lịch
Ông tốt nghiệp cấp ba tại trường trung học Sylvania Southview, Eric thường cùng bạn mình tạo ra các bộ phim rùng rợn để chiếu cho các bạn khác xem. Sau khi tốt nghiệp Khoa Nghệ thuật điện ảnh thuộc trường đại học Nam California, Eric biên tập và đạo diễn bộ phim "Battle of the Sexes" và "Truly Committed" vào năm 1996 khi còn trong nhóm Gamma Eta Chapter của Pi Kappa Alpha.
Vào năm 2005, Kripke đã sáng tác ra dòng phim "Supernatural" và hiện vẫn đang là đồng chỉ đạo sản xuất sau khi đóng vai trò chính trong năm phần đầu của phim. Phim hiện vẫn đang được trình chiếu phần 14 trên kênh CW.